# 1. Klavierkonzert (Schostakowitsch)
Das Konzert für Klavier und Orchester Nr. 1 in c-Moll op. 35 (1933) für Klavier, Trompete und Streicher ist ein Werk des russischen Komponisten Dmitri Schostakowitsch.

## Einführung
Trotz seines Titels kann das erste konzertante Werk Schostakowitschs eher als Doppelkonzert denn als Klavierkonzert eingestuft werden, wobei der Trompetenpart nahezu gleichberechtigt ist. Jahre, nachdem er das Werk geschrieben hatte, erinnerte sich Schostakowitsch daran, dass er ursprünglich ein Konzert für Trompete und Orchester schreiben wollte und dann das Klavier hinzufügte, um es zu einem Doppelkonzert zu machen. Als er weiterschrieb, wurde daraus ein Klavierkonzert mit einer Solotrompete.
Das Werk – „wonderfully boyish and light-hearted“ (Gerard McBurney) – ist voller Witze und Parodien auf die großen klassischen Meister wie Haydn und Beethoven und hat sich seit seiner Uraufführung mit dem Leningrader Philharmonischen Orchester unter seinem damaligen Chefdirigenten Fritz Stiedry einen festen Platz im Konzertrepertoire bewahrt.

## Geschichte
Das Konzert entstand 1933 im Anschluss an Schostakowitschs 24 Präludien für Klavier op. 34 und wurde unter anderem von Hindemiths Partitur der Kammermusik Nr. 2 op. 36 inspiriert.
Die Uraufführung mit dem Komponisten am Klavier fand am 15. Oktober desselben Jahres im Großen Saal der Leningrader Philharmonie unter der Leitung von Fritz Stiedry statt, einem deutschen Dirigenten, der nach der Machtergreifung der Nationalsozialisten aus Deutschland in die UdSSR emigriert war. Der Trompetenpart wurde von Alexander Schmidt (1889–1955) und der Klavierpart vom Komponisten selbst gespielt.

## Sätze
- 1. Allegretto
- 2. Lento
- 3. Moderato
- 4. Allegro con brio

Das Moderato wird manchmal als Einleitung zum Allegro con brio und nicht als eigenständiger Satz betrachtet. In der Regel wird es jedoch als dritter von vier Sätzen angesehen, da die Stimmungen der beiden Sätze sehr unterschiedlich sind.

## Musikalische Zitate
Das Konzert enthält und parodiert verschiedene andere musikalische Werke. Militärische Märsche, musikalische Scherze und schwindelerregende Kunststücke folgen in verschiedenen seiner Sätze willkürlich aufeinander, russische Melancholie taucht im kontemplativen zweiten Satz auf.
Schostakowitschs ausgiebige Verwendung verschiedener musikalischer Zitate war zu seiner Zeit bahnbrechend. Robert Matthew-Walker schreibt in einem LP-Begleittext: 

„Bei einer solch polyglotten Sammlung von Zitaten und Einflüssen konnte nur ein genialer Komponist diese Vielfalt zu einem zusammenhängenden Ganzen formen. Das Wunder ist, dass es Schostakowitsch gelungen ist und er ein unverwechselbares und unzerstörbares Werk geschaffen hat...“

Er merkt auch an, dass das Konzert ein starkes Element der Parodie enthält, beginnend mit einem Verweis auf Beethovens Appassionata-Sonate und endend mit einem „aufbrausenden Zitat“ aus Beethovens Wut über den verlorenen Groschen und einem Ausschnitt aus Haydns D-Dur-Klaviersonate. Die Schlusskadenz des letzten Satzes wird mit genau demselben Triller eingeleitet wie in den letzten Takten von Beethovens Kadenz für sein Klavierkonzert Nr. 3.
Das Werk enthält auch Zitate aus Schostakowitschs eigener Hamlet-Bühnenmusik op. 32a und aus seiner Orchestersuite Hypothetisch ermordet, op. 31.
Schostakowitsch zitiert auch das österreichische Volkslied O du lieber Augustin.
Ein Trompetensolo darin ist identisch mit der Melodie des Volksliedes Poor Mary (auch bekannt als Poor Jenny).

## Arrangement für zwei Klaviere
Nach der Orchesterfassung schrieb Schostakowitsch eine Bearbeitung für zwei Klaviere (ohne Orchester und Trompete). In der Fassung für zwei Klaviere ist der Solo-Klavierpart ausführlicher. Die Metronomangaben und Tempobezeichnungen der Bearbeitung für zwei Klaviere unterscheiden sich von denen der Orchesterfassung.

## Aufnahmen
Es gibt zahlreiche Aufnahmen der Orchesterfassung des Konzerts, darunter mehrere mit Schostakowitsch selbst am Klavier, er spielte das Konzert wiederholt. Es ist auch im Repertoire des jungen Pianisten und Komponisten Daniil Trifonov enthalten, darunter die spektakuläre Aufnahme mit Timur Martynow (Trompete) zusammen mit dem Mariinski-Orchester unter seinem Dirigenten Gergijew in der Salle Pleyel.